# Tsuki wa higashi ni hi wa nishi ni 〜Operation Sanctuary〜
Tsuki wa higashi ni hi wa nishi ni 〜Operation Sanctuary〜 (月は東に日は西に 〜Operation Sanctuary〜?), conosciuto anche come Hanihani, è una visual novel del 2003 creata da August per Windows. Esistono altre versioni come quella per Sega Dreamcast e PlayStation 2 create entrambe da Alchemist nel 2004. Nell'estate del 2004 è stato adattato un anime ispirato ai vari giochi.
Il titolo si riferisce a un haiku di Yosa Buson: Nanohana ya tsuki wa higashi ni hi wa nishi ni (菜の花や月は東に日は西に).

## Trama
Naoki Kuzumi, uno studente delle scuole superiori, avendo perso i genitori in un incidente misterioso avvenuto cinque anni prima, vive con sua zia, suo zio e sua cugina Matsuri. Ha sempre pensato che la sua vita fosse ordinaria, poiché non riesce a ricordare il suo passato. Un giorno, mentre riposa su una panchina, una ragazza, Mikoto, gli cade addosso dal cielo: Mikoto gli spiega che proviene dal futuro, cento anni avanti, dove molti soffrono a causa di una malattia incurabile, ed è tornata indietro nel tempo per cercare suo fratello Yusuke.

## Personaggi
Naoki Kuzumi (久住 直樹?, Kuzumi Naoki)
Protagonista della serie, ha 17 anni e frequenta la seconda liceo all'Accademia Hasumidai. Ha perso i propri genitori 5 anni prima in un misterioso incidente e da quel momento vive con sua cugina e i suoi zii. Chiama suo zio Genzo "papà". Fa parte del club scolastico di astronomia. Aiuta anche il club di giardinaggio. Di notte ha dei sogni ricorrenti in cui si trova in una città deserta. Alla fine della storia, sposa Honami.
Mikoto Amagasaki (天ヶ崎 美琴?, Amagasaki Mikoto)
Una ragazza caduta dal cielo. Naoki pensa sia un sogno a occhi aperti. È vivace e gentile e dà tutta se stessa per gli altri, soprattutto per i suoi amici. È la compagna di banco di Naoki, che somiglia molto a suo fratello minore, Yusuke: infatti, in un primo momento Mikoto pensa che il ragazzo e il fratello siano la stessa persona. È tornata 100 anni nel passato proprio per cercare Yusuke. Le piacciono le gelatine alla mandorla e va d'accordo con Honami. È nata il 15 maggio (Toro), è alta 160 cm e il suo gruppo sanguigno è B.
Honami Fujieda (藤枝 保奈美?, Honami Fujieda)
Amica d'infanzia di Naoki, ha sostituito i suoi genitori prendendosi cura di lui come una madre. Ha 17 anni, è bella e gentile. Alla fine della storia, sposa Naoki. È nata l'11 settembre (Vergine), è alta 159 cm e il suo gruppo sanguigno è 0.
Matsuri Shibugaki (渋垣 茉理?, Shibugaki Matsuri)
Cugina di Naoki, lei e i suoi genitori vivono con lui da cinque anni. Ha 16 anni e ha appena cominciato a frequentare l'Accademia Hasumidai, dove lavora anche come cameriera. Ha una personalità forte, ma un lato femminile. Suo padre Genzo e sua madre Eri lavorano per un'importante società commerciale e sono sempre molto occupati. È nata il 7 luglio (Cancro), è alta 155 cm e il suo gruppo sanguigno è B.
Chihiro Tachibana (橘 ちひろ?, Tachibana Chihiro)
Migliore amica di Matsuri, è in classe con lei. È timida, modesta e ha poca autostima. È membro del club scolastico di giardinaggio e ama gli animali. Adora la cioccolata calda. Vorrebbe imparare ad andare in bicicletta e trovarsi un lavoretto part-time. È nata il 26 febbraio (Pesci, è alta 149 cm e il suo gruppo sanguigno è A.

### Altri personaggi
Fumio Akiyama (秋山 文緒?, Akiyama Fumio)
La rappresentante di classe di Naoki, svolge anche altre cariche della stessa importanza, come quella di sovrintendente dei dormitori. Le piace molto la narrativa, soprattutto i romanzi storici, e suo nonno è archeologo. È membro del club scolastico di tiro con l'arco. È nata il 21 marzo (Ariete), è alta 154 cm e il suo gruppo sanguigno è A.
Yui Nonohara (野乃原 結?, Nonohara Yui)
Insegnante di giapponese classico e contemporaneo di Naoki, è molto amata dagli studenti per la sua bassa statura. Proviene dal futuro, 100 anni più tardi, e partecipa al progetto Operazione Santuario con Kyōko. Cinque anni prima, mentre sistemava delle attrezzature, si è verificato un incidente che ha aperto una distorsione spazio-temporale, nella quale sono finiti i genitori di Naoki: per questo si sente un po' colpevole nei suoi confronti. È nata il 4 gennaio (Capricorno, è alta 138 cm e il suo gruppo sanguigno è AB.
Kyōko Nishina (仁科 恭子?, Nishina Kyōko)
Infermiera dell'Accademia, è la migliore amica di Yui. Proviene dal futuro. È alla ricerca di un vaccino che possa fermare l'epidemia mortale che si è sviluppata nella sua epoca. Usa sempre la penna bianca che le ha regalato suo padre Naoki Nishina, un ricercatore morto a causa del virus. È nata il 15 novembre (Scorpione), è alta 167 cm e il suo gruppo sanguigno è A.
Koji Hirose (広瀬 弘司?, Hirose Koji)
Migliore amico di Naoki, sta tentando di rimettere in sesto il club di astronomia al quale entrambi appartengono. È molto socievole. Ha una sorella minore, Yuka.
Yuka Hirose (広瀬 柚香?, Hirose Yuka)
Sorella minore di Koji, è amica di Chihiro. Fa parte dei club scolastici di giardinaggio, astronomia e teatro. Odia le persone fastidiose. È nata il 26 dicembre (Capricorno), gruppo sanguigno 0, è alta 158 cm.

## Anime
Una serie anime di 12 episodi fu prodotta da Radix, diretta da Mitsuhiro Togo e Shousei Jinno e trasmessa su AT-X dal 30 giugno 2004 al 15 settembre dello stesso anno. Un episodio speciale fu invece mandato in onda il 22 settembre. Sono stati anche commercializzati quattro OAV tra il 22 ottobre e il 12 dicembre 2004. La opening Amulet e la ending Happy Go! Let's Go! sono entrambe eseguite da Mayumi Iizuka.

### Episodi
| Nº    | Giapponese 「Kanji」 - Rōmaji - Traduzione letterale                                                                                      | In onda           | In onda |
| Nº    | Giapponese 「Kanji」 - Rōmaji - Traduzione letterale                                                                                      | Giapponese        |         |
| 1     | 「空から舞い降りた少女」 - Sora kara Maiorita Shojo – "La ragazza che viene giù dal cielo"                                                | 30 giugno 2004    |         |
| 2     | 「楽しい学園生活の予感」 - Tanoshii Gakuen Seikatsu no Yokan – "L'impressione di una vita scolastica piacevole"                           | 7 luglio 2004     |         |
| 3     | 「ドキドキ身体検査」 - Dokidoki Shintai Kensa – "Esame con batticuore"                                                                    | 14 luglio 2004    |         |
| 4     | 「走れ、まるぴん!」 - Hashire, Marupin! – "Corri, Marupin!"                                                                               | 21 luglio 2004    |         |
| 5     | 「ハッピーバースデー」 - Happī Bāsudē – "Buon compleanno"                                                                                 | 27 luglio 2004    |         |
| 6     | 「恋のバイシクル」 - Koi no Baishikuru – "La bicicletta dell'amore"                                                                       | 4 agosto 2004     |         |
| 7     | 「ブラザー＆シスター」 - Burazā & Shistā – "Fratello & sorella"                                                                           | 11 agosto 2004    |         |
| 8     | 「それぞれの夜」 - Sorezore no Yoru – "Ogni notte"                                                                                        | 18 agosto 2004    |         |
| 9     | 「夏祭り」 - Natsumatsuri – "Un festival estivo"                                                                                          | 25 agosto 2004    |         |
| 10    | 「もう一人の自分」 - Mou Hitori no Jibun – "Un altro me stesso"                                                                           | 1º settembre 2004 |         |
| 11    | 「時空を超えて」 - Jikū wo Koete – "Va' oltre il tempo e lo spazio"                                                                       | 8 settembre 2004  |         |
| 12    | 「月は東に日は西に」 - Tsuki wa Higashi ni Hi wa Nishi ni – "La Luna a est, il Sole a Ovest"                                              | 15 settembre 2004 |         |
| 13    | 「東奔西走スクールライフ(特別編)」 - Tōhonseisō Sukūru Raifu (Tokubetsu hen) – "La vita scolastica che corre ovunque (episodio speciale)" | 22 settembre 2004 |         |
| OAV   | 「ロンリネス」 - Ronrinesu – "Solitudine"                                                                                                 | 22 ottobre 2004   |         |
| OAV 2 | 「夢と現実」 - Yume to Genjitsu – "Sogno e realtà"                                                                                        | -                 |         |
| OAV 3 | 「記憶」 - Kioku – "Ricordi" | -                 |         |
| OAV 4 | 「Operation Sanctuary」 - Operēshon Sankuchuarī – "Operazione Santuario"                                                                  | 12 dicembre 2004  |         |